# Canal Rideau
Le canal Rideau est une voie navigable qui relie la ville d'Ottawa (Canada) sur la rivière des Outaouais à la ville de Kingston sur le lac Ontario, via les rivières Rideau et Cataraqui. Le canal Rideau a été achevé en 1832 et continue d’être en activité aujourd’hui. Il est le plus vieux système de canaux ayant toujours été en activité depuis son inauguration en Amérique du Nord. Le 28 juin 2007, il a été consacré patrimoine mondial par l’UNESCO.

## Histoire
À l'époque où il fut proposé, quelque temps après la guerre de 1812, on craignait les attaques en provenance des États-Unis contre les colonies de l'Empire britannique, aujourd'hui le Canada. Afin d'empêcher et de décourager toute invasion future, l'Empire britannique a construit plusieurs forts et canaux pour défendre son territoire. Dans l'axe de navigation Montréal-Ottawa-Kingston on aménagea à la même époque les canaux permettant de franchir les rapides du Long-Sault sur l'Outaouais.
L'objectif initial du canal était militaire – sécuriser la voie d'approvisionnement et de communication entre Montréal et Kingston. Vers l'ouest à partir de Montréal, le trajet allait le long de la rivière des Outaouais jusqu'à Bytown (aujourd'hui Ottawa), puis vers le sud-ouest par le canal jusqu'à Kingston (et vice versa le trajet vers l'est de Kingston à Montréal). L'intention était de contourner l'étroit passage du fleuve Saint-Laurent marquant alors la frontière entre le Haut-Canada (aujourd'hui la province de l'Ontario) et l'État de New York, ce qui aurait laissé les bateaux d'approvisionnement britanniques vulnérables aux attaques.
La construction du canal fut supervisée par le lieutenant-colonel John By. Les entrepreneurs privés tels John Redpath, Thomas McKay et d'autres furent responsables pour la majeure partie de la construction et la majorité du travail fut accompli par des milliers d'Irlandais et de Canadiens français. Le nombre de morts dues au travail ne sera vraisemblablement jamais connu, quoiqu'on puisse l'estimer à mille de ces travailleurs qui moururent du paludisme, d'autres maladies et d'accidents occasionnés par les explosions. Le coût final de la construction du canal fut de 822 000 £, ce qui était plus que prévu. By fut alors rappelé à Londres et questionné par un comité parlementaire avant d'être lavé de tout soupçon de mauvaise gestion.

### Usage commercial
Aucune autre altercation entre le Canada et les États-Unis n'a eu lieu après la fin des travaux du canal. Conséquemment, le canal ne fut jamais utilisé pour ses objectifs de départ. Cependant, le canal était plus facile à naviguer que le fleuve Saint-Laurent qui avait une série de rapides entre Montréal et Kingston. En conséquence, il est devenu une artère commerciale très fréquentée allant de Montréal aux Grands Lacs. Il s'agissait de la principale voie de circulation pour les immigrants qui se dirigeaient vers l'ouest, dans le Haut-Canada, et des dizaines de milliers d'arrivants des îles Britanniques l'ont emprunté au cours de cette période. C'était également un itinéraire important pour les marchandises lourdes (bois d'œuvre, minéraux, céréales) de l'arrière-pays du Canada en direction de l'est à Montréal.

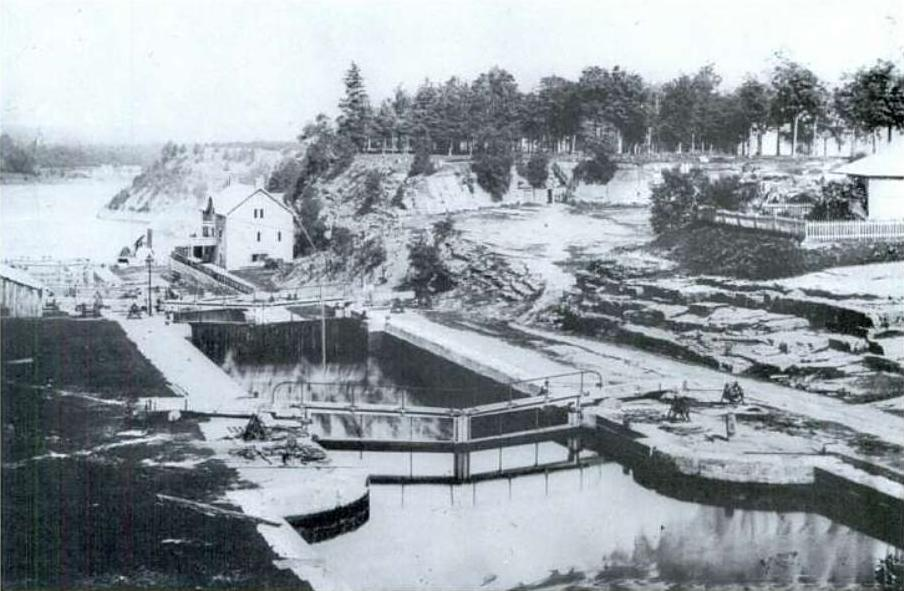
Canal et écluses, 1861

L'itinéraire n'était cependant pas aussi populaire que le canal Érié du côté américain et bon nombre des chargements qui l'auraient emprunté à Kingston se seraient plutôt rendus de l'autre côté du fleuve Saint-Laurent, à Oswego, pour utiliser le canal du même nom afin de rallier le canal Érié. Les hommes d'affaires de Kingston ont cherché à résoudre ce problème en proposant de construire un autre canal menant au lac Simcoe et à la baie Georgienne, permettant ainsi à la circulation sur les Grands Lacs supérieurs d'éviter la navigation dans tout le réseau de lacs et d'utiliser des canaux jusqu'à Montréal. Ce plan a finalement n'a jamais été construit et un plan plus simple consistant à contourner les parties dangereuses du Saint-Laurent pour permettre le transport direct de Kingston à Montréal alla de l'avant.
En 1849, les rapides du Saint-Laurent avaient été apprivoisés par une série d'écluses et les expéditeurs commerciaux ont rapidement décidé de passer à cette voie plus directe. Les travaux visant à améliorer cet itinéraire direct se sont poursuivis et, dans les années 1950, la Voie maritime du Saint-Laurent fut inaugurée. L'utilisation commerciale restante du canal Rideau fut en grande partie terminée après l'ouverture des chemins de fer Prescott et Bytown en décembre 1854.

## La voie navigable
Les 202 kilomètres du canal Rideau comprennent des sections de la rivière Rideau et de la rivière Cataraqui, ainsi que plusieurs lacs comme le Grand Lac Rideau. Quelque 19 kilomètres de la voie sont faits de main d’homme.
Aujourd’hui, seules les embarcations de plaisance sillonnent le canal Rideau. Des excursions en bateau sur le canal sont offertes dans la ville d’Ottawa et les plaisanciers peuvent facilement l’emprunter entre Ottawa et Kingston. Les écluses sont encore manœuvrées à la main. Il y a 47 écluses et 22 postes d’éclusage le long du canal.

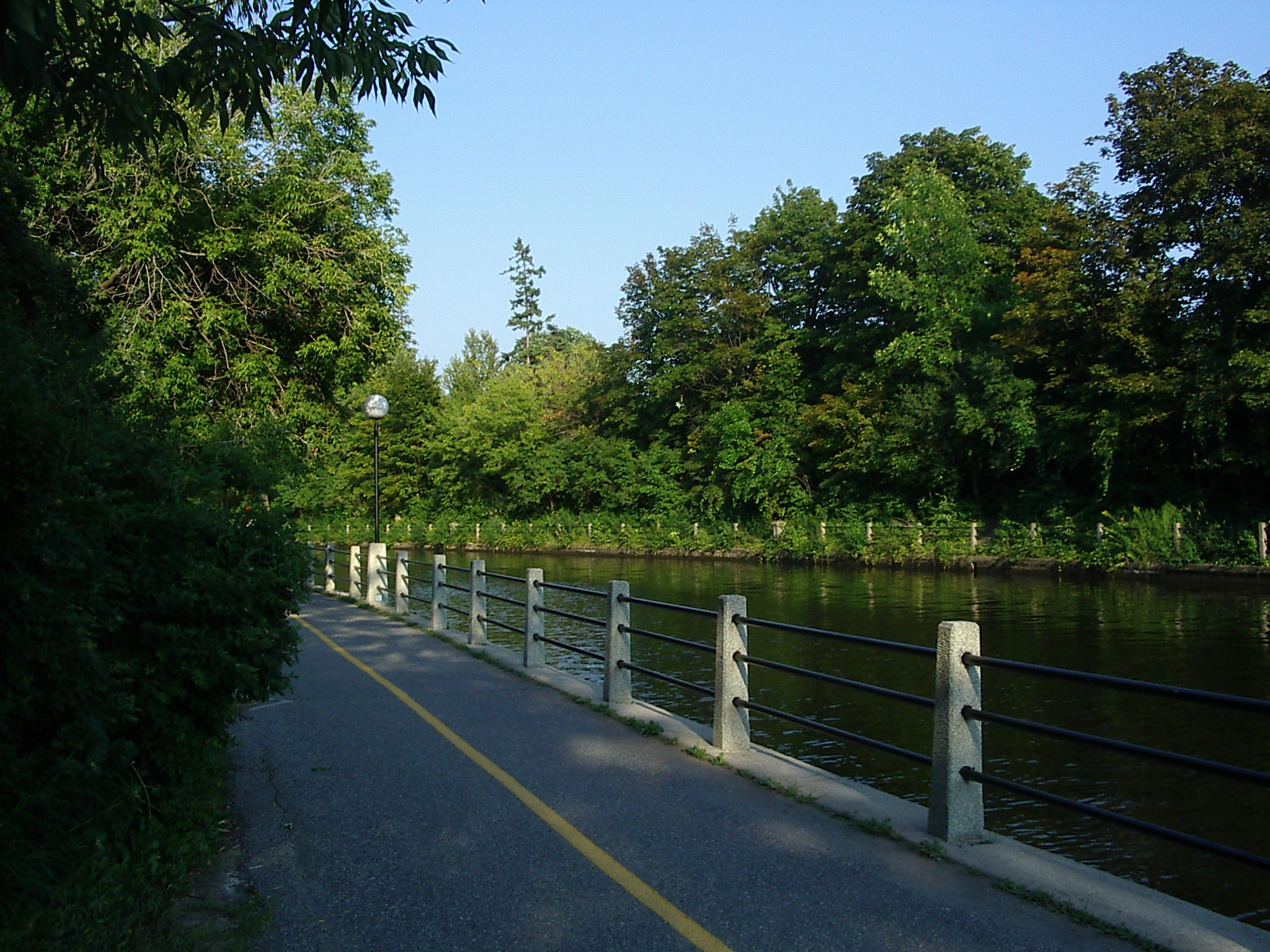
Une piste cyclable longe une grande partie du canal.

En temps normal, le canal peut accueillir des bateaux jusqu’à 27,4 m (90 pieds) de longueur, 7,9 m (26 pieds) de largeur, et 6,7 m (22 pieds) de hauteur. Dans certaines circonstances, un bateau jusqu’à 33,5 m (110 pieds) de longueur par 9,1 m (30 pieds) de largeur peut être accepté.
La voie navigable traverse les municipalités suivantes :
- Ottawa (Ontario)
- Smiths Falls
- Merrickville (Ontario)
- Westport (Ontario)
- Newboro (Ontario)
- Kingston (Ontario)

## La patinoire

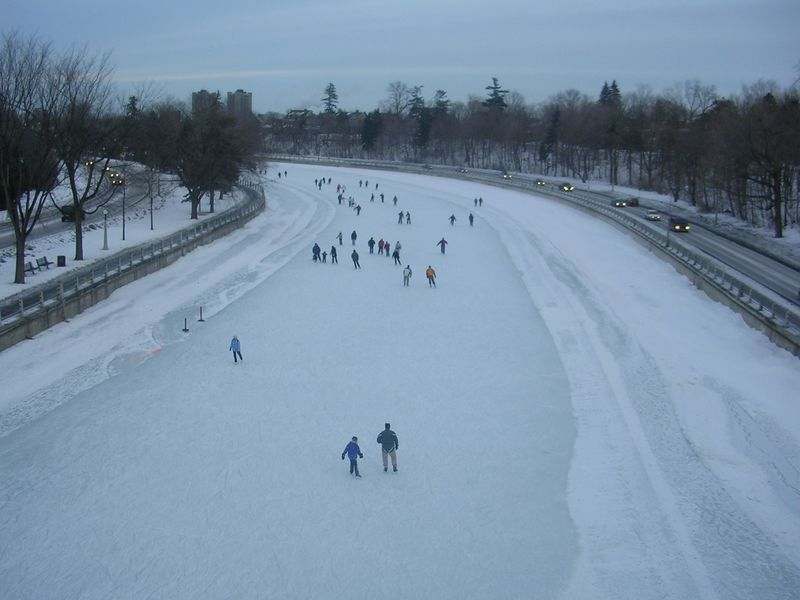
La patinoire vue du pont de la rue Bank

En hiver, la section du canal Rideau qui traverse la ville d’Ottawa devient la plus vaste patinoire naturelle du monde,. La section entretenue s’étend sur 7,8 km et possède une surface équivalente à 90 patinoires olympiques de hockey. La patinoire est une attraction touristique populaire et une aire de loisirs près d’où se déroule le festival Bal de neige de la région d’Ottawa. Sur la patinoire, de petits kiosques vendent les populaires queues-de-castor (en anglais Beaver Tail), une pâtisserie faite de pâte frite garnie de divers ingrédients comme la cannelle, le citron et le beurre d’érable.
Lors de la saison de hockey 2005-2006 de la Ligue nationale de hockey, avant un match contre les Sénateurs d'Ottawa, l’équipe des Mighty Ducks d’Anaheim a tenu un entraînement sur la glace du canal Rideau.
En 2023, le temps chaud entraîne l'annulation du patinage sur le canal pour la première fois.